# Тауър
Тауър (на английски: Tower или Tower of London, букв. Кулата на Лондон), с официално име Кралски дворец и крепост на Негово величество (на английски: His Majesty's Royal Palace and Fortress) е историческа крепост в Централен Лондон, на северния бряг на река Темза.
Разположена е в лондонския район Тауър Хамлетс и е отделена от източния край на Лондонското сити от открито пространство, известно като Тауър Хил. Там е бил римският град Лондиниум, основан в 43 г. н.е., останки от фортификацията му са запазени при замъка. Крепостта е най-старата сграда, използвана от британското правителство.
Тауър често се идентифицира с Бялата кула, първоначалната груба квадратна крепост, построена от Уилям Завоевателя през 1078 г. Бялата кула е висока 27 m и е построена както за защита на норманите от местното население, така и за отбрана на Лондон от външни нашественици. Стените в основата са 4.5 m широки, а в горните части 3.3 m. През 90-те години на 12 век крал Ричард Лъвското сърце построява оградна стена около крепостта и е изкопан ров, напълнен с вода от Темза. През 40-те години на 13 век Хенри III избелва външните стени на крепостта, което дава името ѝ. Целият Тауър е комплекс от няколко сгради, разположени в два концентрични кръга от отбранителни стени и ров.
Първостепенната функция на Тауър е като крепост, кралски дворец и затвор (особено за затворници от висш ранг, включително от кралското семейство като принцовете в Тауър и бъдещата кралица Елизабет I. Тауър също е служел като място за екзекуции и мъчения, оръжейна, хазна, зоологическа градина, Кралският монетен двор, офис за обществени архиви, обсерватория, а след 1303 г. е домът на Коронните скъпоценности на Обединеното кралство.

## Затворници
Първият затворник е Ранулф Фламбард през 1100 г., който като епископ на Дърам е осъден за изнудване. Той бил отговорен за множество подобрения в проекта на Тауър след като първият архитект Гундулф се връща в Рочестър. Той избягва от Бялата кула като се спуска по въже, вмъкнато в неговата килия в буре с вино.
Сред другите затворници са:
- Груфид ап Лиуелин (ок. 1200 – 1 март 1244) уелски принц, най-възрастният, но незаконен син на Лиуелин Велики („Llywelyn Fawr“). Той пада и загива докато се опитва да избяга от килия в Тауър.
- Джон Шотландски – след като е принуден да абдикира короната на Шотландия от Едуард I той е затворен в Тауър от 1296 до 1299.
- Дейвид II, крал на Шотландия
- Жан II, крал на Франция
- Шарл Орлеански е един от многото френски благородници, ранени в битката при Азенкур на 25 октомври 1415 г. Пленен и отведен в Англия като заложник, той остава в плен за 25 години на различни места, включително замъка Уолингфорд. Шарл се помни като талантлив поет благодарение на повече от 500-те стихотворения, които пише, повечето докато затворник.
- Хенри VI е затворен в Тауър, където е убит на 21 май 1471 г. Всяка година в деня на годишнината от смъртта на Хенри ректорите на Итънския колеж и Кралския колеж в Кеймбридж, които са основани от него, полагат рози и лилии на олтара, който е поставен на мястото, където кралят умрял.
- Маргарет Анжуйска, съпруга на Хенри VI.
- Джордж Плантагенет, първи херцог на Кларънс, брат на крал Едуард IV.
- Крал Едуард V и брат му Ричард Шрусбъри, първи херцог на Йорк, известни също като принцовете в Тауър, според народната легенда техният чичо, Ричард, херцог на Глостър ги затваря в Тауър за тяхна защита, след което, по-късно нарежда да бъдат убити.
- Сър Уилям де ла Пол. Далечен роднина на крал Хенри VII, той е затворен в Тауър в продължение на 37 г. (1502 – 1539), обвинен в заговор срещу Хенри VII, с което става най-дълго държания затворник.
- Томас Мор е затворен на 17 април 1535 г. Екзекутиран е на 6 юли 1535 г. и тялото му е погребано в Тауър.
- Ан Болейн, кралица на Англия, затворена на 2 май 1536 по обвинения в прелюбодеяние, държавна измяна и кръвосмешение.
- Хенри Хауърд, граф на Съри
- Едуард Сиймур, брат на кралица Джейн Сиймур, и неговият иконом сър Джон Тин
- Бъдещата кралица Елизабет I, затворена за два месеца през 1554 г. по обвинение в участие в бунта на Уайът.
- Джон Джерард, английски йезуитски свещеник, работещ под прикритие по време на царуването на кралица Елизабет I, когато католиците са преследвани. Той е пленен, измъчван и затворен в Солната кула преди да извърши дръзко бягство с въже през рова.
- Сър Уолтър Ралей прекарва 13 години (1603 – 1616), затворен в Тауър, но може да живее в относително удобство в Кървавата кула със съпругата и двете си деца. Известно време той дори отглежда тютюн на моравата Тауър Грийн, току извън апартамента му. Докато е затворен, пише „Историята на света“'.
- Никълъс Уудкок изтърпява 16 месеца затвор защото управлява първия испански китоловен кораб до Шпицберген през 1612 г.
- Гай Фокс, известен за участието си в Барутния заговор, е докаран в Тауър, за да бъде разпитван от съвет от кралски министри. След като прави признание е осъден да бъде обесен, изкормен и разкъсан на четири в Стария дворцов двор в Уестминстър. Той обаче избягва съдбата си като скача от ешафода, при което си счупва врата и умира.
- Хенри Лорънс, третият президент на Континенталния конгрес на Колониална Америка.
- Йохан Ягерхолм, шведски офицер от Финландия, участник в Ирландското движение за независимост. Прекарва в Тауър две години (1799 – 1801), но е освободен заради руски интереси.
- Лорд Джордж Гордън, подстрекател на размириците на Гордън през 1780 г., прекарва шест месеца в Тауър, докато чака делото си по обвинение в държавна измяна.
- Рудолф Хес, заместник на фюрера в германската Националсоциалистическа работническа партия, последният затворник от държавно ниво, държан в Тауър, през май 1941 г.

## Екзекутирани
Осъдени на смърт с висок ранг като сър Томас Мор са публично екзекутирани на Тауър Хил. 7 благородници (от които 5 дами) са екзекутирани вътре в комплекса, на Тауър Грийн, след което са погребани в кралския параклис „Сейнт Питър ад Винкула“. Някои от благородниците, екзекутирани извън Тауър, също са погребани в параклиса. Имената на тези 7 благородници са:
- Уилям Хейстингс, първи барон Хейстингс (1483)
- Ан Болейн (1536)
- Маргарет Поул, графиня на Солзбъри (1541)
- Катрин Хауърд (1542)
- Джейн Болейн, виконтеса Рочфорд (1542)
- Лейди Джейн Грей (1554)
- Робърт Девъро, втори граф на Есекс (1601)

Джордж Плантагенет, брат на крал Едуард IV, е екзекутиран за държавна измяна през 1478 г., но не чрез обезглавяване (и не чрез удавяне в каца вино Малвазия, въпреки творбата на Шекспир).